# Копосовский
 Копосовский  — починок в Кирово-Чепецком районе Кировской области в составе Кстининского сельского поселения.

## География
Расположен на расстоянии примерно 6 км на северо-восток по прямой от центра поселения села Кстинино к югу от железнодорожной линии Киров-Пермь.

## История
Известен с 1891 года как выселок из деревни Колосовская (Починок), в 1905 6 и 41, в 1926 (уже починок Копысовский) 9 и 48, в 1950 5 и 23, в 1989 оставалось 4 постоянных жителя . 

## Население
Постоянное население составляло 9 человек (русские 89%) в 2002 году, 6 в 2010.